# Charles Hampden-Turner
Charles Hampden-Turner (Londres, Reino Unido; 29 de setiembre de 1934) es un investigador británico (research fellow) de la escuela de negocios (Judge Business School) de la Universidad de Cambridge.

## Carrera profesional
Charles Hampden-Turner es el cofundador de la Consultoría de Gestión Intercultural Trompenaars Hampden-Turner en Ámsterdam. Es el creador de la teoría del dilema, una técnica de valoración psicosocial que se aplica en enfoques de liderazgo, comunicación intercultural, planificación de escenarios, culturas corporativas, metáforas estratégicas y dinámicas del sistema generales.
Entre sus clientes podemos encontrar a Shell, BP, Motorola, ICI, TRW, British Airways, the BBC, Advanced Micro Devices, Philips, BZW, Coopers and Lybrand, British Aerospace, BellSouth, and Hanover Insurance, entre otros. Es autor de once libros. Entre los más importantes se encuentran: Innovating in a Global Crisis (Innovación en Tiempos de Crisis); Seven Cultures of Capitalism (Las Siete Culturas del Capitalismo) y Riding the Waves of Culture: Understanding Cultural Diversity in Global Business (Las olas de la cultura), escrita en 1998. Estos tres libros fueron hechos en colaboración con el autor franco-neerlandés Fons Trompenaars.
Humpden-Turner contribuyó en el equipo de desarrollo de escenarios en Royal/Dutch Shell en los años 80, época en la que contribuyó en el equipo de investigación en la Escuela de Negocios de Londres y también fue miembro académico en MIT.

## Obras

### Olas de la Cultura
En este libro, Hampden-Turner identifica siete dimensiones que responden a la forma en la que se dan las relaciones interpersonales. Estas dimensiones son: Universalismo versus Particularismo; Individualismo versus Comunitarismo; Neutral versus Emocional; Específico versus Difuso; Logro versus Atribución; Tiempo secuencial versus Tiempo sincrónico; y, Dirección interna versus Dirección exterior. Para llegar a las cinco primeras dimensiones, Hampden-Turner ha tomado como referencia las cinco orientaciones relacionales de Talcott Parsons. El propósito de este conjunto de dimensiones es entender las diferencias culturales, para así poder trabajar con ellas eficientemente. 

Grado de tolerancia en las relaciones interculturales

La primera de las siete dimensiones de las relaciones interpersonales es el Universalismo versus Particularismo, que se refiere a los estándares con los que se miden las relaciones culturales. Las sociedades universalistas consideran que las reglas generales y las obligaciones son una fuente de referencia moral, afirmando que, lo que es bueno y malo, podrá ser siempre definido y aplicado. Por otro lado, el Particularismo mantiene la idea de que todo depende de las circunstancias.
El Individualismo versus Comunitarismo refleja el conflicto entre un deseo individual y los intereses de un grupo. Esta dimensión sostiene como idea base que el individualismo es visto como algo típico de la sociedad moderna, mientras que el comunitarismo está asociado a las sociedades más tradicionales. En esta dimensión existe el conflicto en cuanto a la importancia entre personas individualistas y comunitarias.
Específico versus Difuso es la dimensión que habla sobre cómo la gente visualiza la vida, y al mismo tiempo, el grado de participación en las relaciones. La gente con orientación específica analiza los elementos de manera separada, mientras que la orientación difusa lo hace de manera múltiple.

Obra expresionista por Markus Lupertz (1982) "Hago cosas que enriquecen, que mantienen alerta"

La dimensión Neutral versus Emocional se enfoca en el grado al cual la gente expresa sus emociones y la interacción entre razón y emoción en las relaciones humanas. En la cultura con alta afectividad las personas expresan libremente sus emociones. En una cultura de orientación neutral, a las personas se les enseña que es incorrecto mostrar abiertamente los sentimientos.

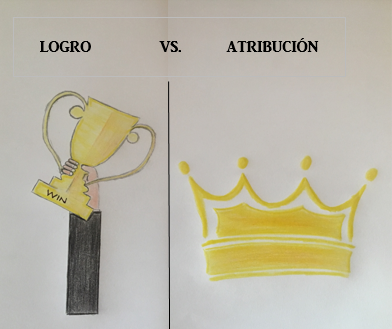
Logro versus Atribución

La dimensión Logro versus Atribución se refiere a la forma de asignar el estatus a una persona. Esta dimensión al hacer enfoque en el Logro, hace hincapié a las acciones y las cosas que realizan los individuos para lograr un mejor estatus. Por otro lado, cuando hace referencia a la Atribución demuestra el estatus que tiene un individuo de acuerdo a quienes son.
Al hablar de la dimensión del tiempo se puede decir que está dividido en dos partes Tiempo secuencial versus Tiempo sincrónico. Las personas que estructuran su tiempo de forma secuencial visualizan al tiempo como una serie de eventos de paso. Estas personas, usualmente hacen una sola actividad a la vez y prefieren hacer planes antes de realizarlos. Sin embargo, la gente que estructura su tiempo de manera sincrónica usualmente hacen muchas actividades al mismo tiempo y normalmente los planes que tienen son alterados.
La última dimensión, dirección interna versus dirección externa, se refiere al valor que la gente pone a las cosas a su alrededor. Por un lado, la gente que tiene una visualización interna de la naturaleza, usualmente se ven a sí mismos como el punto de salida para determinar la acción que es correcta. Por otro lado, personas orientadas a la dirección externa, se enfocan en el ambiente, en lugar de enfocarse en sí mismos.

## Publicaciones
- Hampden Turner, Ch (1970) Radical Man: The Process of Psycho-Social Development
- Hampden Turner, Ch (1974) From Poverty to Dignity: A Strategy for Poor Americans. Anchor Press. New York, Us.
- Hampden Turner, Ch (1994) Corporate culture: how to generate organisational strength and lasting commercial advantage.
- Hampden Turner, Ch., Lessen, R. (1994) Charting the corporate mind : from dilemma to strategy
- Hampden Turner, Ch., & Trompenaars, F. (1997) Mastering the infinite game: how East Asian values are transforming business practices. Oxford: Capstone.
- Hampden Turner, Ch., & Trompenaars, F. (1997) Riding the waves of culture: understanding cultural diversity in business. Londres
- Hampden Turner, Ch., & Trompenaars, F. (2000) Building cross-cultural competence: how to create wealth from conflicting values.
- Hampden Turner, Ch (2000) Perspectives on management in the Americas." In Warner, M. (ed.): Regional encyclopedia of business and management: vol.1: Management in the Americas. London: Thomson Learning[1]